# Sphecodes cressonii
Sphecodes cressonii är en biart som först beskrevs av Robertson 1903.  Sphecodes cressonii ingår i släktet blodbin, och familjen vägbin. Inga underarter finns listade i Catalogue of Life.